# Začleněné území Spojených států amerických

Mapa atolu Palmyra.

Začleněné území (anglicky incorporated territory) je podle americké ústavy takové území, o kterém Kongres prohlásil, že se na něj ústava vztahuje v plném rozsahu (včetně občanství obyvatel, soudní příslušnosti atd.) stejně jako pro obyvatele vlastních Spojených států.
Začlenění (incorporation) nezačleněného území se považuje za trvalé. Jednou začleněné území nemůže být znovu vyčleněno. Začleněná území jsou autonomní a jejich vztah k USA je volnější, než vztah jednotlivých svazových států, které jsou přímo členy USA. 
V současnosti je jediným začleněným územím USA atol Palmyra, ostatní ostrovní území USA jsou nezačleněná. Před rokem 1959 byly Organizovaným Začleněným územím USA; Havajské teritorium (1900–1959) a Aljašské teritorium (1912–1959), obě teritoria se stala v roce 1959 státy USA. 